# Stereotipo

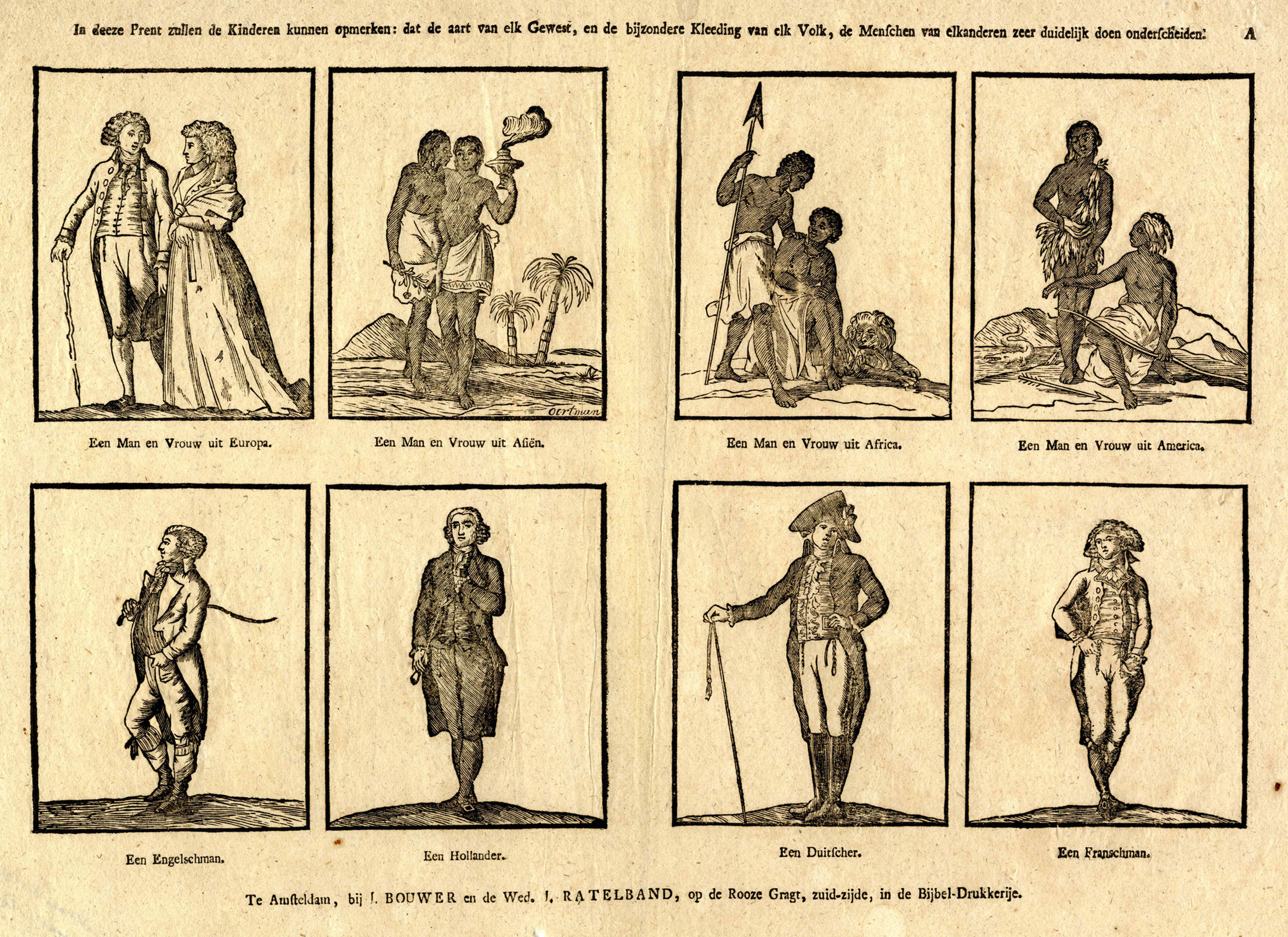
Un'incisione olandese del XVIII secolo raffigurante i popoli del mondo

Lo stereotipo è una soggettiva semplificata e persistente a un luogo, un oggetto, un avvenimento o a un gruppo riconoscibile di persone accomunate da certe caratteristiche o qualità. Si tratta di un preconcetto astratto e schematico che può avere un significato neutrale (ad es. lo stereotipo del Natale con la neve e il caminetto acceso), positivo ("i francesi sono romantici") o negativo (l'associazione tra Islam e terrorismo) e, in questo caso, rispecchia talvolta l'opinione di un gruppo sociale riguardo ad altri gruppi. Lo stereotipo (anche quello "positivo") è una credenza radicata che può essere cambiata tramite l'educazione e/o la familiarizzazione.
Talvolta lo stereotipo è una caricatura o un'inversione di alcune caratteristiche positive possedute dai membri di un gruppo, esagerate al punto da diventare detestabili o ridicole. Alcuni gruppi hanno cercato, per deliberata strategia politica, di sviluppare nuovi stereotipi positivi su sé stessi.

## Origini
Il termine stereotipo – dal greco "stereos" (duro, solido, rigido) e "typos" (impronta, immagine, gruppo), quindi "immagine rigida" – nasce in ambito tipografico, inventato da Firmin Didot per indicare un metodo di duplicazione delle composizioni tipografiche e dei cliché: l'originale da duplicare veniva fortemente pressato contro uno speciale tipo di cartone resistente al calore, detto flano (dal francese flan), che ne riceveva l'impronta; nell'impronta così ottenuta si versava la consueta lega tipografica ottenendo una o più matrici in rilievo per la stampa.
In origine, i termini cliché e stereotipo avevano il medesimo significato. In particolare, cliché era un termine onomatopeico derivato dal suono prodotto durante il processo di stereotipizzazione, quando la matrice colpiva il metallo fuso. Nel tempo divenne una metafora per un qualsiasi insieme di idee ripetute identicamente, in massa, con modifiche minime.
Nel 2002 Susan Fiske e colleghi hanno elaborato uno strumento teorico Modello del contenuto degli stereotipi per lo studio ed i contenuti del pregiudizio.
Negli anni '90, David G. Myers sostenne che gli stereotipi possono diventare egemoni e permanere all'interno della società nonostante l'evoluzione socio-culturale.
Lo stereotipo fa, quindi, riferimento alle "rigide generalizzazioni riguardanti gruppo sociali, dal contenuto illogico e inesatto" che rappresentano in modo alterato la realtà perché la fanno percepire come se fosse tutta uguale, come se gli individui di un gruppo fossero tutti uguali. In particolare, secondo Henri Tajfel, uno psicologo di origine polacca, gli stereotipi nascono da un processo di categorizzazione secondo la quale gli individui ordinano le persone, oggetti ed eventi in base ad alcune categorie che limitano la quantità di informazioni con le quali si dovrebbero confrontare, semplificando così la complessità del mondo ed evitando di avere un atteggiamento differenziato rispetto ad ogni cosa o situazione.
Gli stereotipi sono comunque difficili da modificare perché hanno la caratteristica di rigidità continuata nel tempo che è data dall’autoriproduzione di vari meccanismi collegati ai processi mentali o a dinamiche di comunicazione sociale. Ad esempio, quando ci si accosta agli altri, o alle categorie sociali, spesso si hanno aspettative derivanti da precedenti esperienze personali o da opinioni diffuse, ma si dovrebbe verificare e valutare se queste opinioni coincidono effettivamente con il rapporto con la persona o il gruppo.
Di conseguenza gli stereotipi svolgono una doppia funzione:
- Individuale: come aiuto nella struttura cognitiva dell'ambiente sociale dell'individuo:
- Sociale: per il gruppo.

## Stereotipi dei gruppi su altri gruppi
Stereotipi comuni comprendono una varietà di opinioni su gruppi sociali basate su etnia, sessualità, nazionalità, religione, politica e propensioni, ma anche professione, status sociale e ricchezza. Diversi stereotipi esistono all'interno di grandi gruppi, e sono legati ai vari sottogruppi che esistono all'interno di questi. Il termine stereotipo, all'interno delle scienze sociali, fu promosso da Walter Lippmann intorno al 1920, nei suoi studi sul pregiudizio. Secondo il pensiero di Lipmann gli stereotipi vengono elaborati da personalità autoritarie per standardizzare le opinioni e percezioni di persone ed eventi. Questa definizione venne poi approfondita da studiosi come Gordon Allport e Susan Fiske che arrivarono ad affermare che gli stereotipi sono normali processi di semplificazione della realtà.

## Stereotipi nella cultura
In arte e letteratura, gli stereotipi sono rappresentati da situazioni o personaggi prevedibili. Ad esempio, lo stereotipo del diavolo è quello di un personaggio rosso, con corna e forcone, mentre lo stereotipo del venditore è quello di un individuo ben vestito, che parla rapidamente, di cui non ci si può fidare. La Commedia dell'arte italiana era nota per i suoi personaggi e situazioni tipiche. Nel corso della storia i cantastorie hanno sempre attinto a personaggi e situazioni stereotipe, allo scopo di far meglio comprendere al pubblico le nuove storie. Talvolta questi stereotipi possono essere molto complessi e sofisticati, come nel caso di Shylock, protagonista de Il mercante di Venezia di William Shakespeare.
L'immediata riconoscibilità di alcuni stereotipi fa sì che questi vengano largamente utilizzati nella produzione di pubblicità efficaci o nelle sit-com. Gli stereotipi cambiano ed evolvono nel tempo, pertanto potrebbe essere difficile riconoscere oggi alcuni degli stereotipi relativi alla società di qualche decennio fa.

## Il luogo comune
Il luogo comune è un'opinione (non necessariamente "vera") o un concetto la cui diffusione, ricorrenza o familiarità ne determinano l'ovvietà o l'immediata riconoscibilità. In letteratura è detto tòpos e indica il ricorrere di un tema in un autore o in un genere letterario o artistico.
Il termine deriva dal latino loci communes, ossia i luoghi comuni della filosofia, che sono princìpi comunemente accettati o supportati dall'autorità di chi li ha espressi originariamente; in seguito l'espressione è entrata nel parlare comune, sul modello del francese lieu commun e dell'inglese common place, per indicare qualsiasi convinzione diffusa e ricorrente, anche errata o abusata, come una frase fatta.
Oltre a non essere stabile nel tempo, la diffusione di un luogo comune non è necessariamente omogenea nella popolazione: può infatti essere limitata a gruppi in base a culture, interessi, professioni, orientamenti politici.
Luoghi comuni, più strettamente legati alla tradizione, possono essere i detti, i proverbi o le citazioni. Possono essere opinioni interessanti, talora acute, che legittimamente possono essere utilizzate come punto di partenza per un pensiero critico o essere pronunciate come rappresentazione di una verità inconfutabile o derivare dalla saggezza popolare.

## Cinema
Nel cinema americano lo stereotipo si verifica quando una scena, una sequenza, una battuta, un personaggio tipo, una canzone o una situazione è stata utilizzata molte volte nella storia del cinema. Ad esempio:

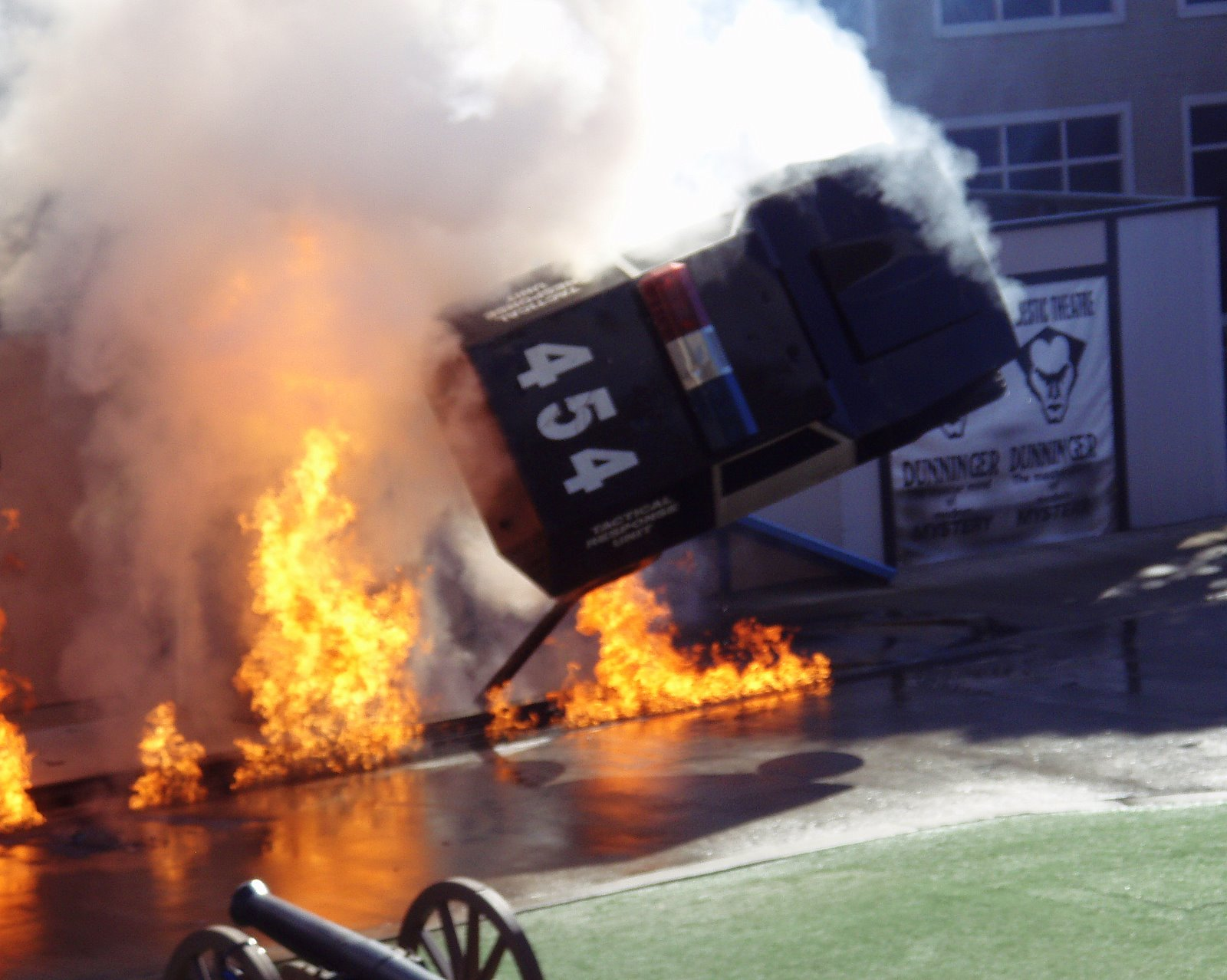
Una macchina che si ribalta e che prende fuoco: uno dei maggiori cliché cinematografici statunitensi.

- La polizia preleva un campione di DNA ed ha i risultati in pochissimo tempo;

- Ovunque la polizia debba andare trova sempre un parcheggio proprio di fronte a quel posto;

- La polizia fa vedere a un sospetto interrogato prima una cosa scandalosa, poi quella giusta;

- Un personaggio accende la TV esattamente sull'argomento o sulla notizia di cui stava parlando o che gli è molto utile in quel momento;

- Porte che sbattono in un momento di tensione;

- La luna piena;

- In un bar un personaggio chiede una birra e il barista gliela consegna senza chiedere la marca o il tipo;

- Personaggi principali che si salvano all'ultimo minuto;

- I personaggi "buoni" vincono sempre;

- Le armi non finiscono mai le munizioni;

- Le persone morenti vivono sempre abbastanza a lungo da dire qualcosa di commovente o significativo per il protagonista;

- Auto ed edifici che esplodono;

- Inseguimenti, risse e sparatorie;

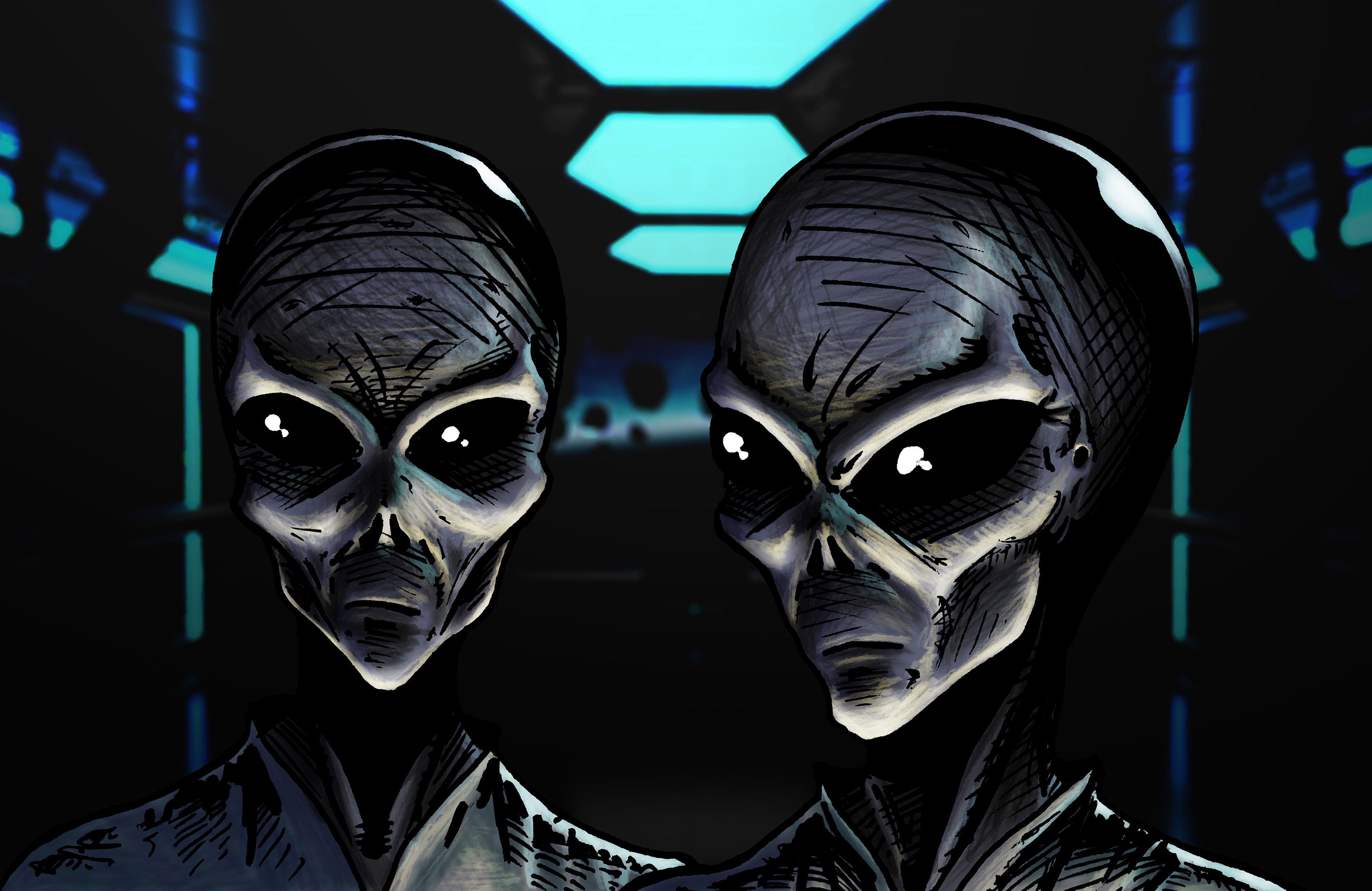
Gli alieni rappresentati come invasori della Terra, crudeli e tecnologicamente più avanzati degli umani sono un cliché molto usato nel cinema.

- La polizia arresta inizialmente il sospetto sbagliato che poi non si rivela il colpevole;

- Le scuole superiori hanno un emarginato socialmente inetto che ha segretamente talento;

- Nella scuola superiore (o in altri luoghi), il protagonista si innamora a prima vista di una sua coetanea;

- Le persone abbandonate su isole deserte imparano presto a fare quasi tutto con bambù, sassi e noci di cocco;

- In una spedizione alpinistica i personaggi che hanno paura dell'altezza generalmente staranno bene, gli esperti cadranno verso la morte;

- Le imprese fallimentari sono gestite da persone anziane, quelle di successo da persone avide;

- Le persone che cadono da edifici alti atterrano sempre su un'auto;

- Quando l'eroe viene affrontato da più avversari, essi lo attaccano solo uno o due alla volta;

- Quando l'eroe distrugge qualcosa in un'esplosione spettacolare, non guarda mai essa ma cammina o se ne va guardando nella direzione opposta;

- Le persone a cui è stato detto di stare da qualche parte non lo fanno;

- L'eroe principale non muore mai se non alla fine del film, sacrificandosi per qualcuno;

- La colazione viene sempre preparata dalla moglie ogni mattina, ma il marito non ha mai il tempo di mangiarla;

- Quando un poliziotto è vicino alla risoluzione di un caso, verrà sospeso dal servizio, cosa che ignorerà;

- Personaggi che imparano subito a sparare, combattere, difendersi anche se non lo hanno mai fatto;

- Personaggi di nazioni ed etnie diverse che si incontrano e parlano la stessa lingua;

- Ai funerali partecipa il responsabile della morte;

- In una fase di particolare tensione scoppia immancabilmente un temporale con finestre che si aprono e tende che volano;

- Gli antagonisti non hanno una buona mira quando sparano;

- Il capo degli antagonisti è l'ultimo (o il primo) a morire ucciso dal protagonista;

- I personaggi principali dicono frasi inopportune quando sono in pericolo.

## Fumetto
Nei fumetti, uno stereotipo indica una scena, una sequenza di vignette, una battuta, un personaggio tipo, o una situazione che è stata utilizzata molte volte nella storia del fumetto. Ad esempio:

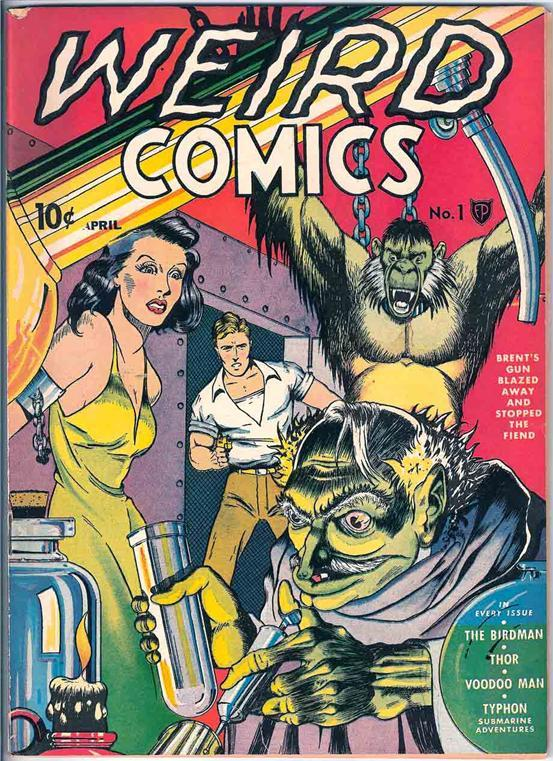
Weird Comics, un fumetto pubblicato da Fox Feature Syndicate dal 1940 al 1942 contenente lo stereotipo dello scienziato pazzo

- L'origine orfana dei supereroi (Ghost Rider, Aquagirl, Aurora, Superman, X-Men, Uomo Tigre, Batman, Bishop, Cyclops, Captain Marvel, Catwoman, Ken il Guerriero, Daredevil...).

- L'incidente di laboratorio (Spiderman, Hulk, Joker, Edera Velenosa, Doctor Manhattan...).

- L'abbraccio da parte di un personaggio a un altro personaggio in fin di vita (Superman con Batman, Ciclope con Jean Grey, Spiderman con Black Cat, Uomo Tigre con Daimon, Ken il Guerriero con Rei e Falco...).

- Personaggi principali sui tetti dei grattacieli e delle case (Spiderman, Batman, Catwoman...).

- Personaggi prossimi alla morte che pronunciano un discorso finale (Ken il Guerriero, Dragon Ball, X-Men...).

- Un uomo e una donna che si odiano o sono nemici all'inizio ma con il proseguire della storia sono sessualmente attratti l'uno dall'altra (Ken il Guerriero, X-Men, Lupin...).

- Due eroi che si incontrano per la prima volta combattono fra loro (Dragon Ball, Ken il Guerriero, Uomo Tigre...).

- Supereroi molto coraggiosi ma timidi e impacciati con le donne (Batman, Spiderman, Superman...).

- Muri sfondati da un personaggio con una forza sovrumana o un potere speciale (Ken il Guerriero, Hulk, Superman, Capitan America...).

- Dopo essere stato sconfitto e fuggito in lontananza, il cattivo urla al protagonista minacciando che la prossima volta sarà lui a vincere (Batman, Spiderman, Superman, Dragon Ball, Ken il Guerriero...).

## Galleria d'immagini

### Mass media[29][30][31][32]

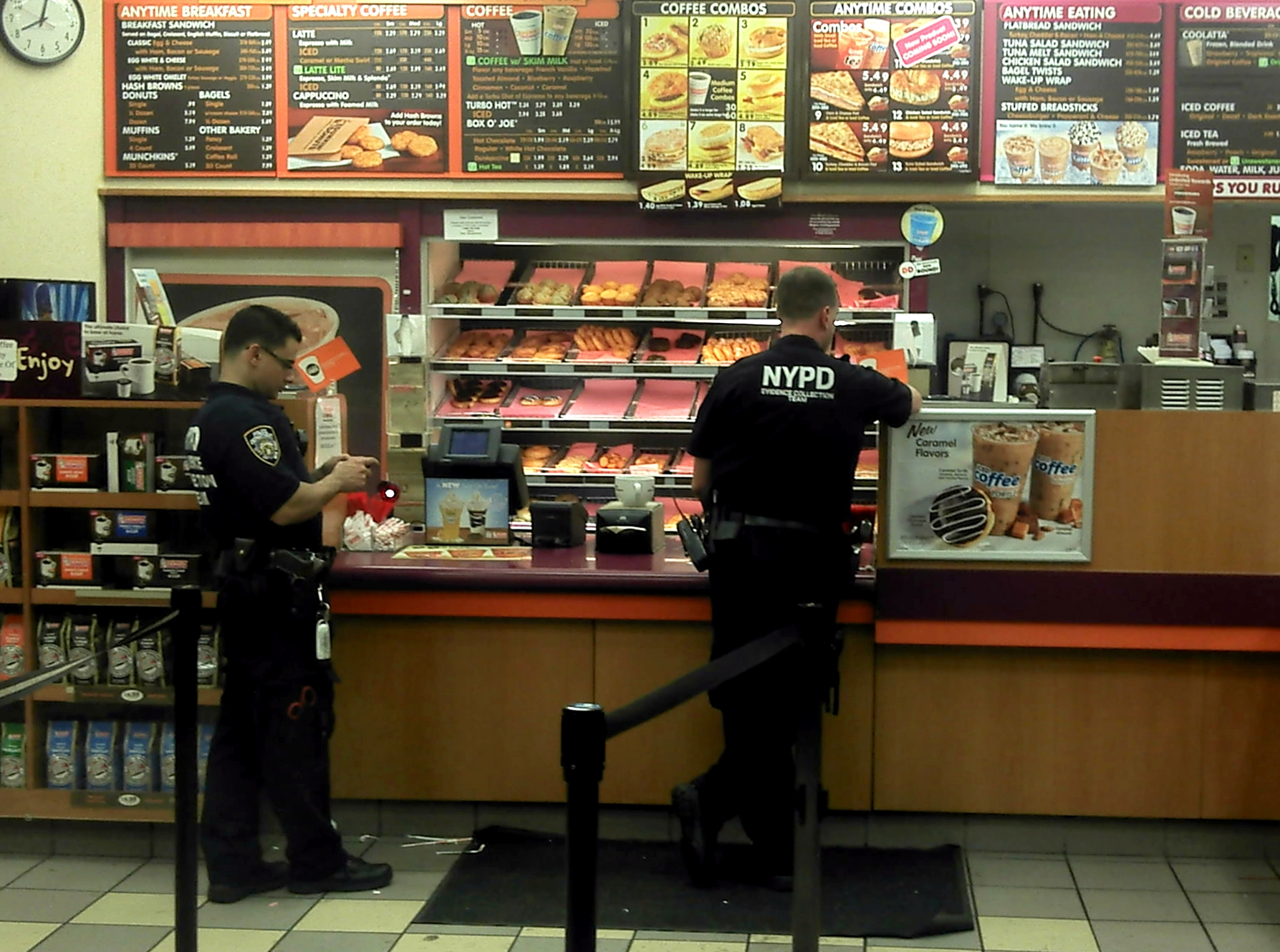
Agenti di polizia che comprano ciambelle e caffè, un esempio di comportamento stereotipato percepito in Nord America.
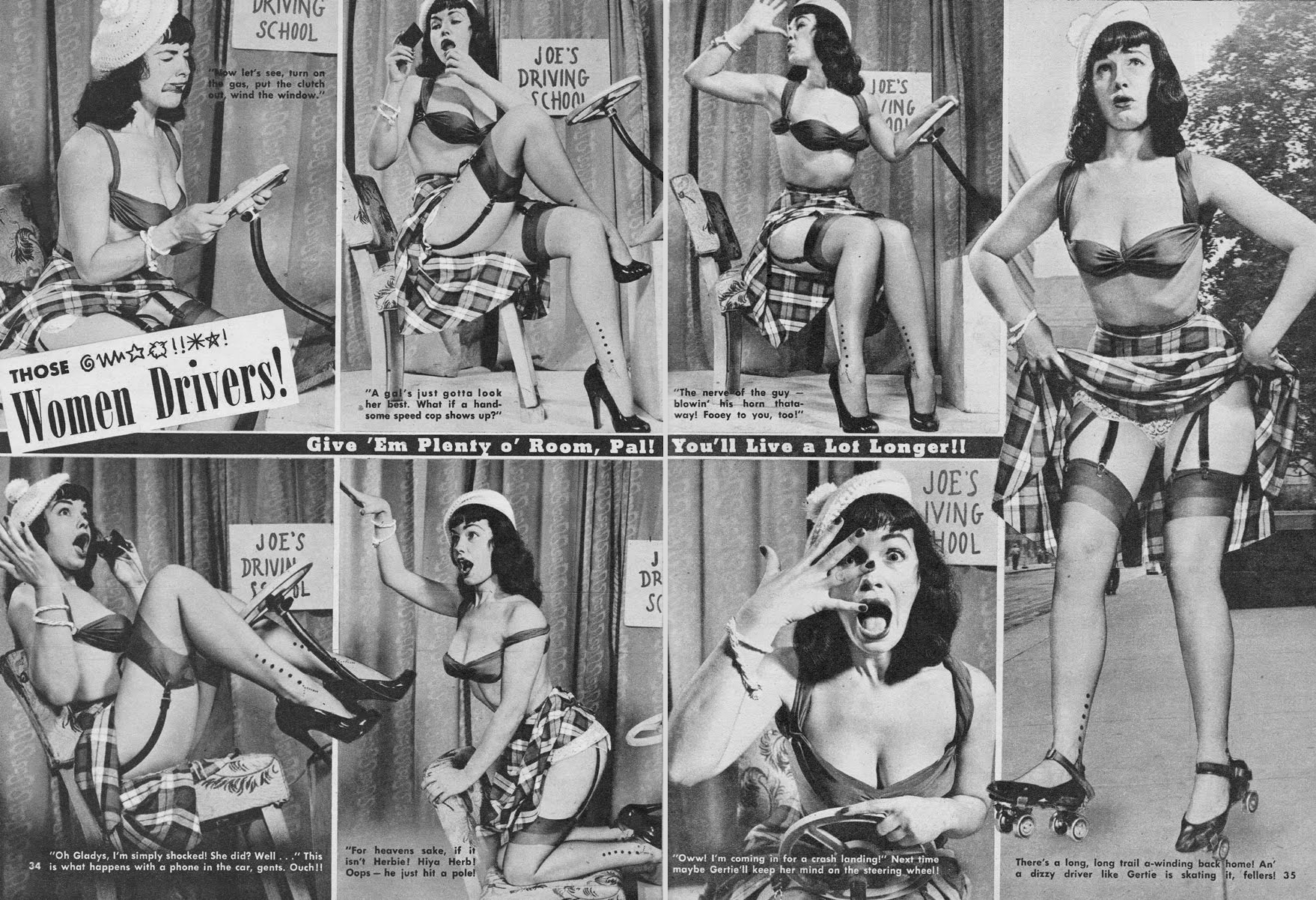
Un articolo di una rivista di Beauty Parade del marzo 1952 che stereotipa le donne alla guida. Presenta Bettie Page come modella.
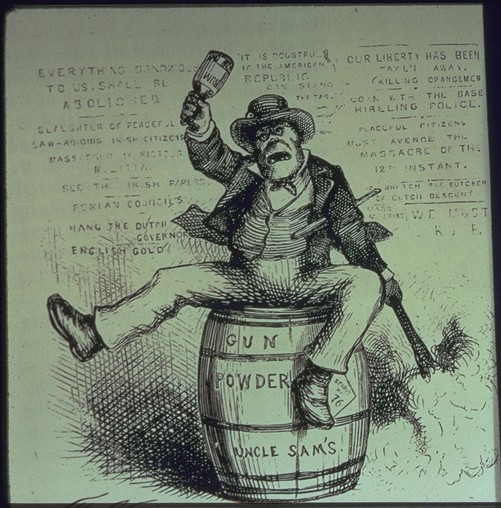
Fumetto politico americano intitolato Il solito modo irlandese di fare le cose, raffigurante un irlandese ubriaco che accende un barilotto di polvere da sparo su cui siede e agita una bottiglia che tiene in mano. Pubblicato su Harper's Weekly, 1871.
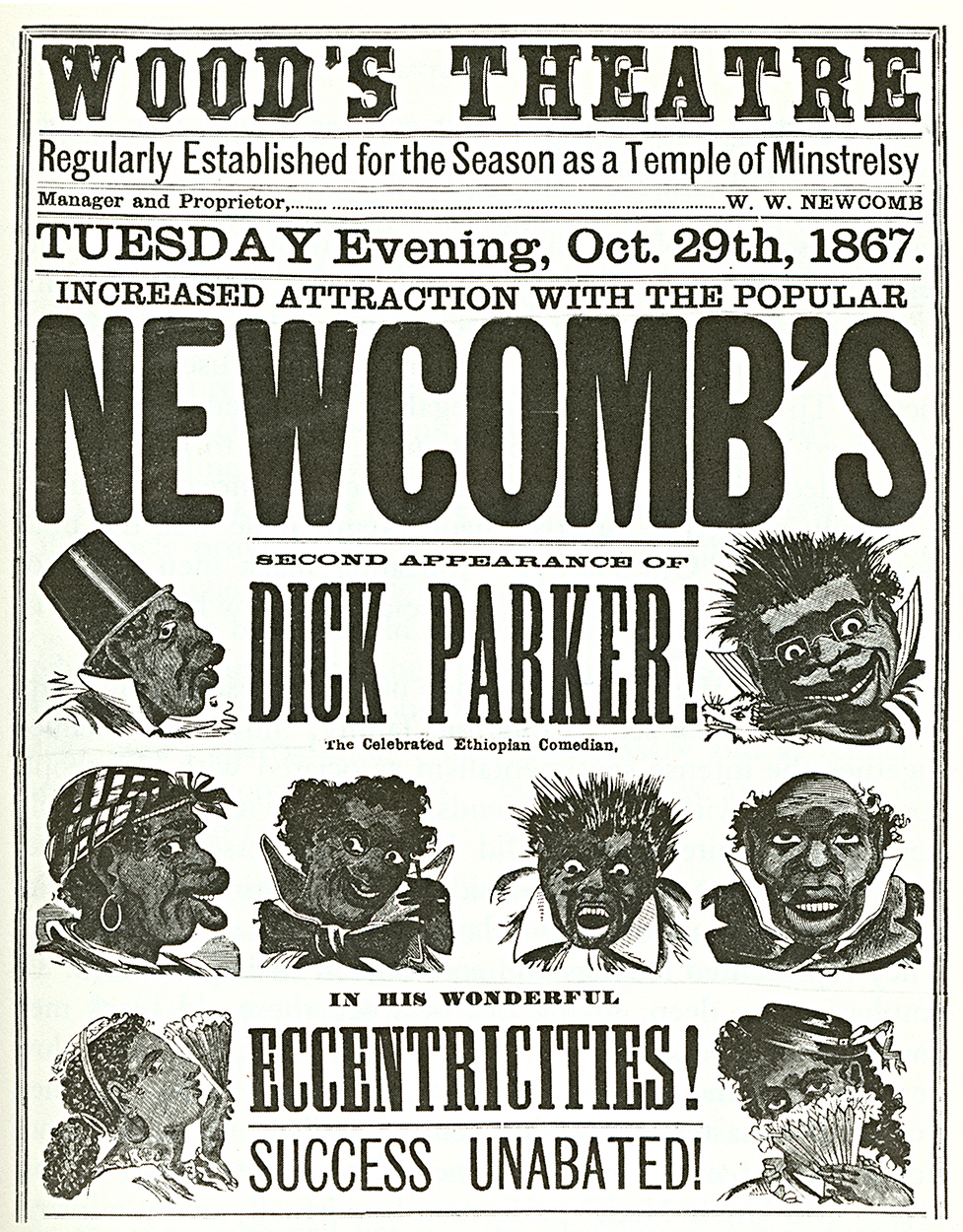
Stereotipi di persone di colore.
Mago Merlino della Disney rappresenta lo stereotipo del mago pasticcione.
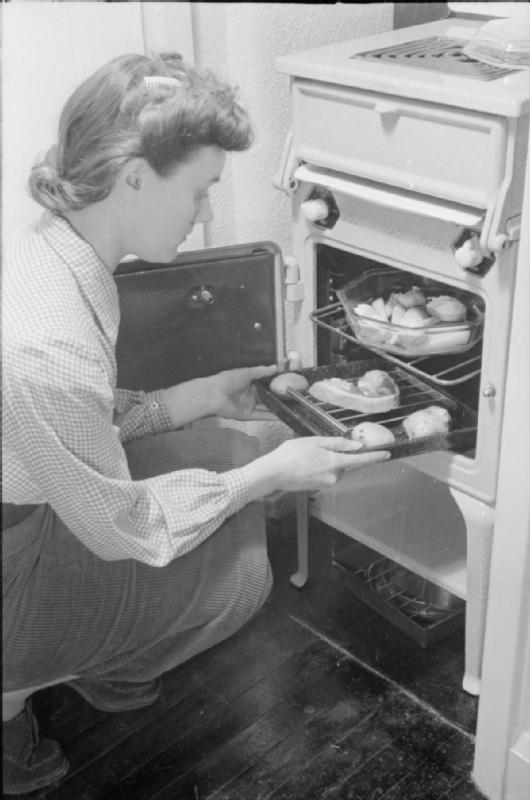
La moglie che cucina, serve in tavola e fa i mestieri mentre l'uomo va a lavorare o sta sul divano a leggere rappresenta lo stereotipo della donna di casa.
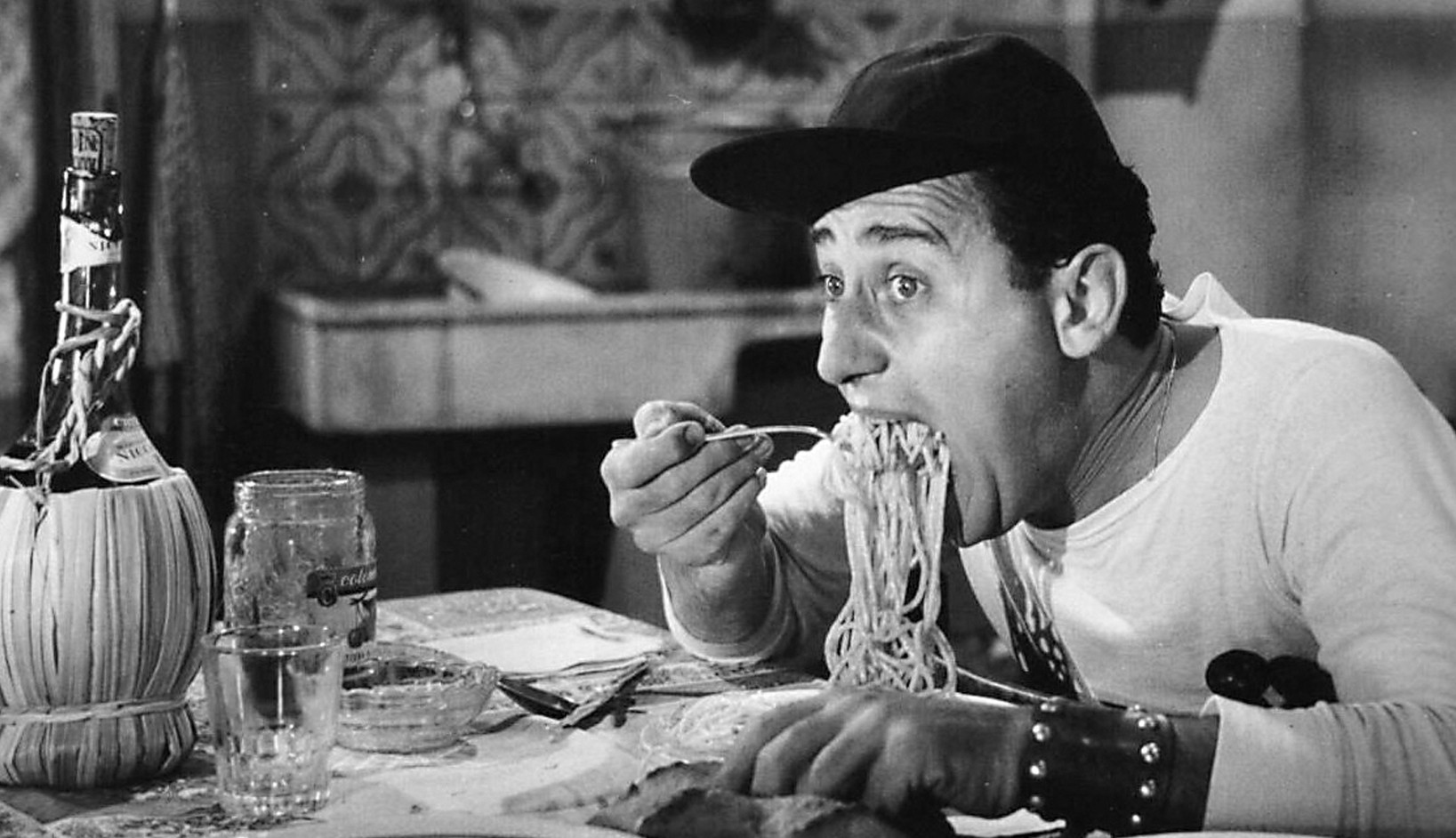
L'italiano che mangia spaghetti rappresenta lo stereotipo italiano (qui Alberto Sordi).
Nella sitcom Camera Café sono presenti diversi stereotipi: il classico impiegato modello preso di mira dal mobbing, l'impiegata brutta, il capo tiranno e avido, il sindacalista che in realtà non fa gli interessi dei lavoratori ma i propri.
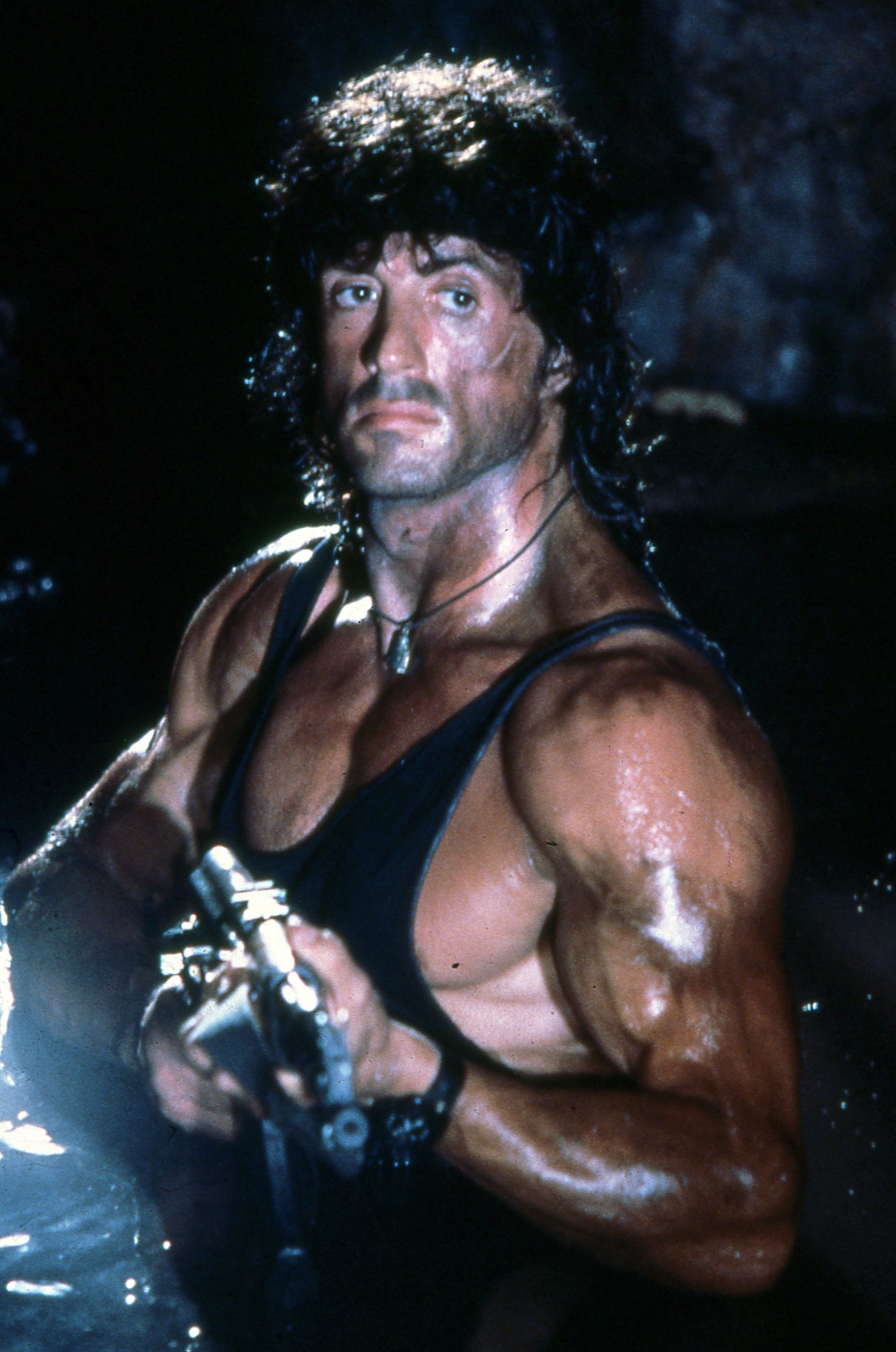
Rambo rappresenta lo stereotipo dell'eroe patriottico, forte, senza paura di nulla.
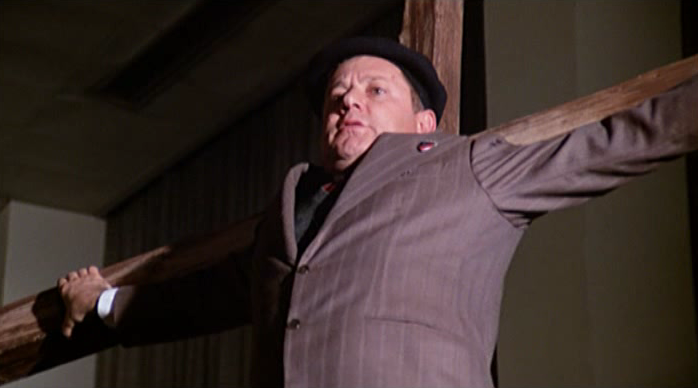
Fantozzi rappresenta l'impiegato italiano medio post-boom economico, terrorizzato da capi, obbediente in modo maniacale, sottomesso da tutti.
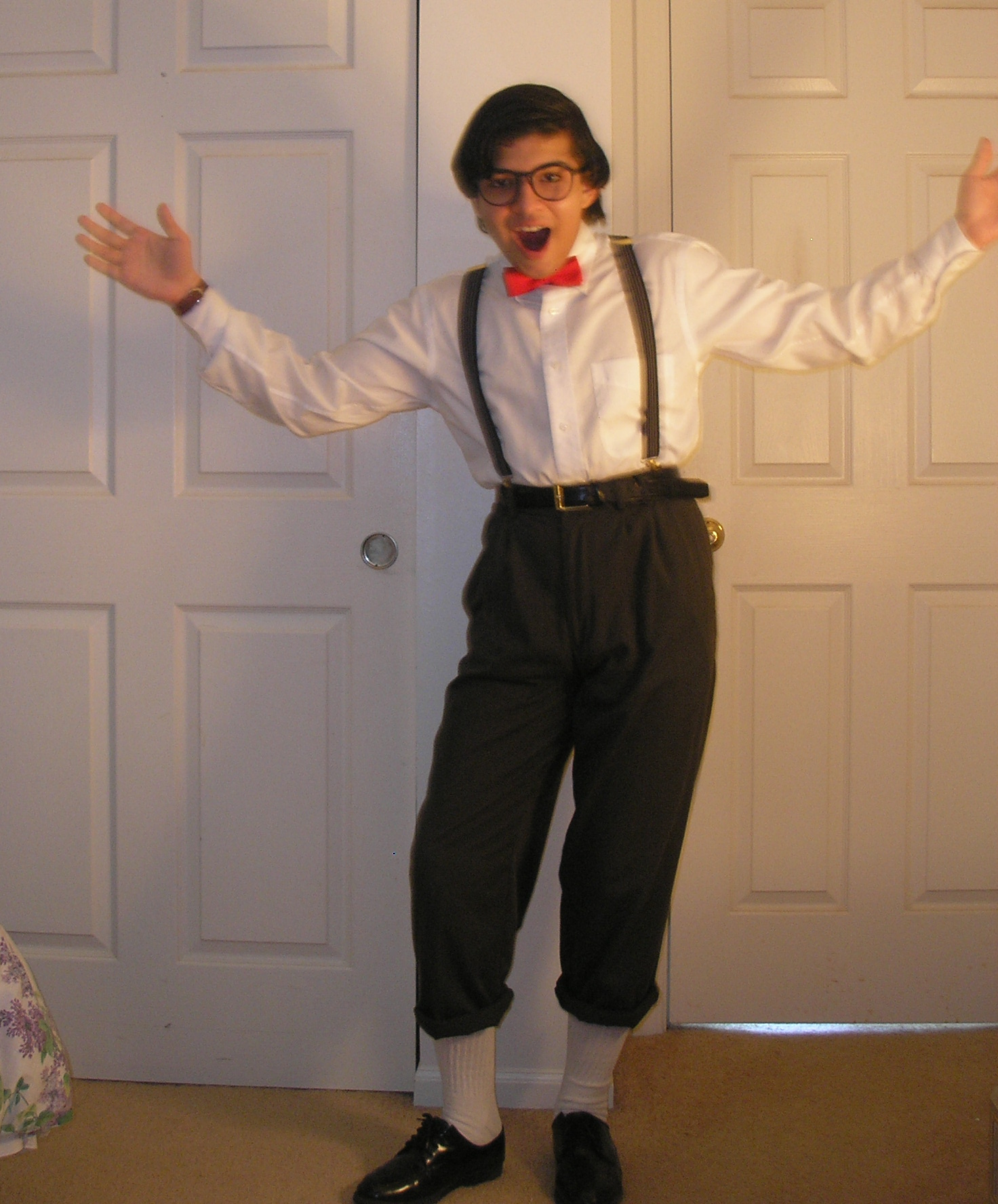
Un classico stereotipo di nerd: termine con cui viene definito chi ha una certa predisposizione per la tecnologia ed è al contempo tendenzialmente solitario e con una ridotta propensione alla socializzazione.
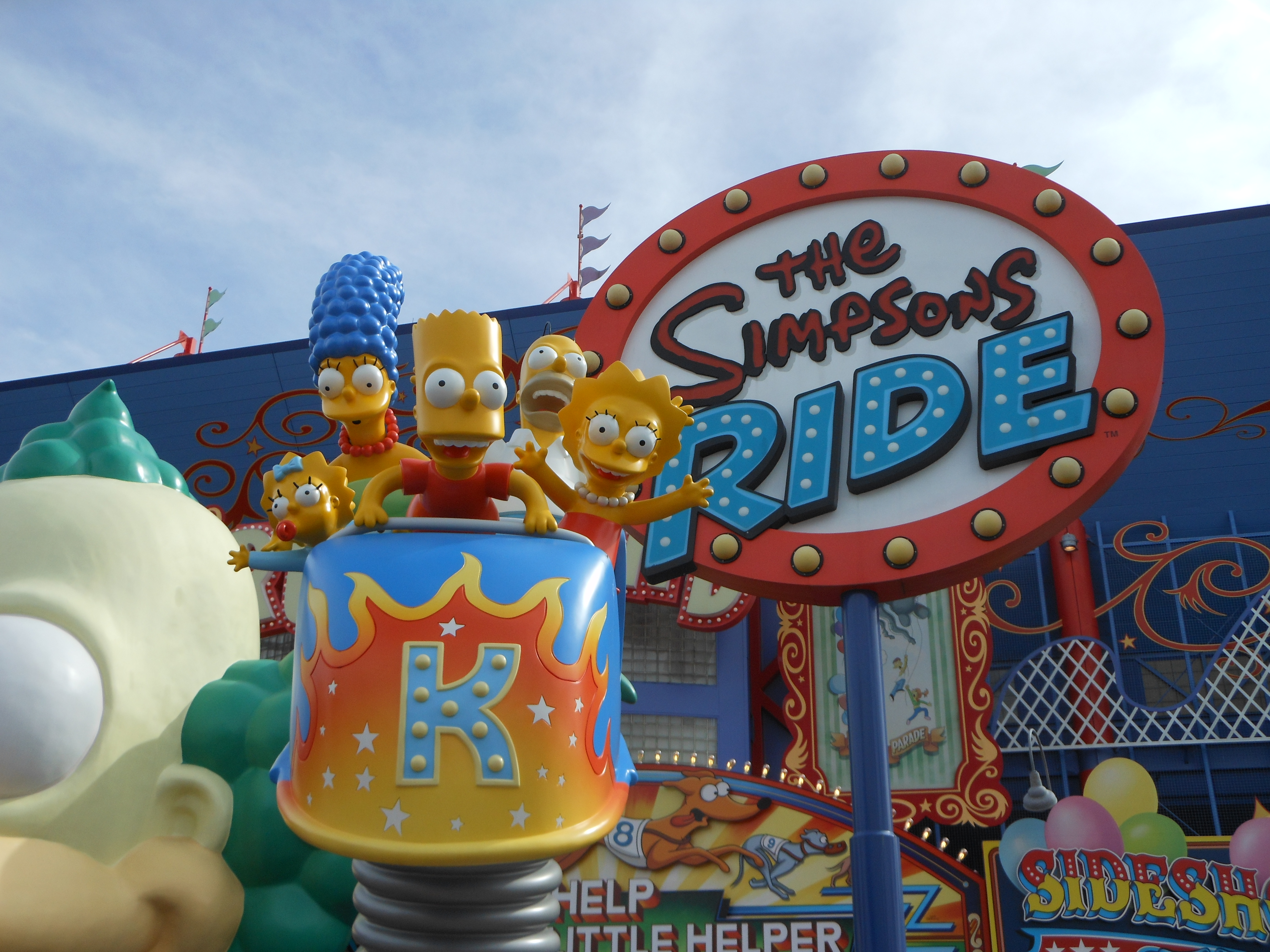
La serie TV I Simpson contiene vari stereotipi della società americana.

### Fotografia[33][34][35]
In fotografia lo stereotipo è un soggetto, un effetto o una tecnica utilizzata già molte volte nella storia della fotografia.

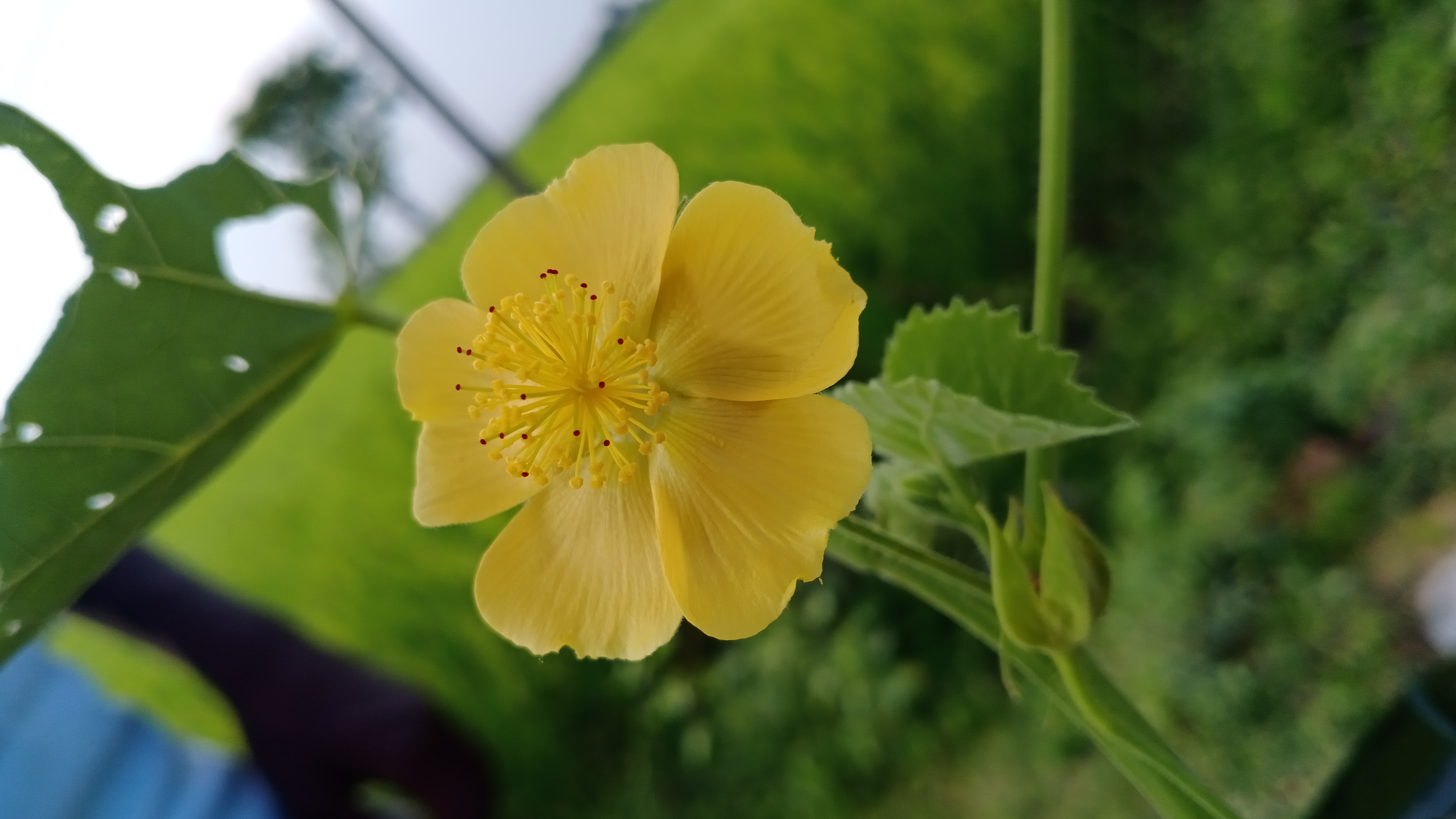
Fiori comuni (rose, ciclamini, margherite...)
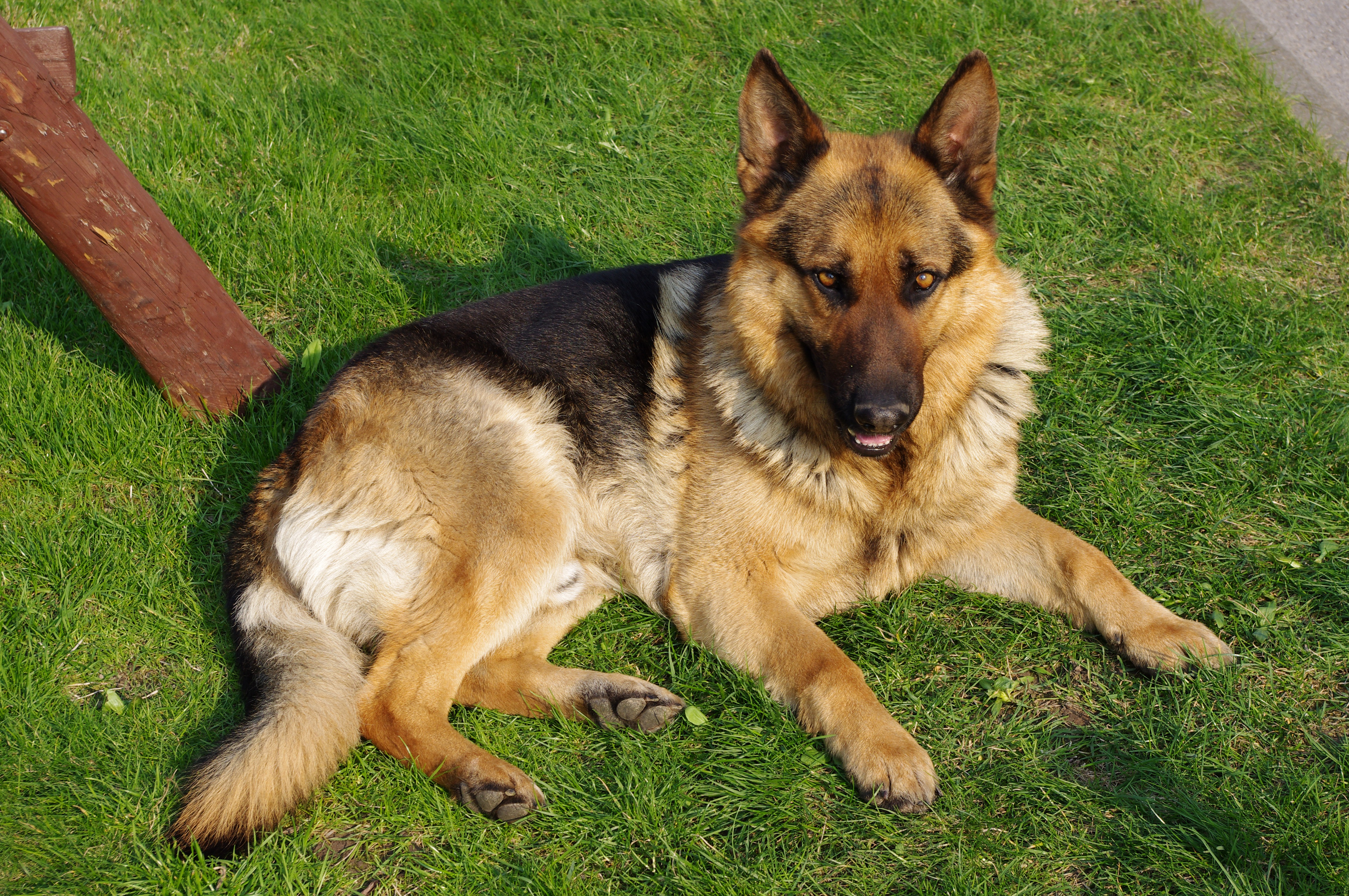
Animali domestici e molto comuni (api, mosche, cani, gatti, mucche, scoiattoli...)
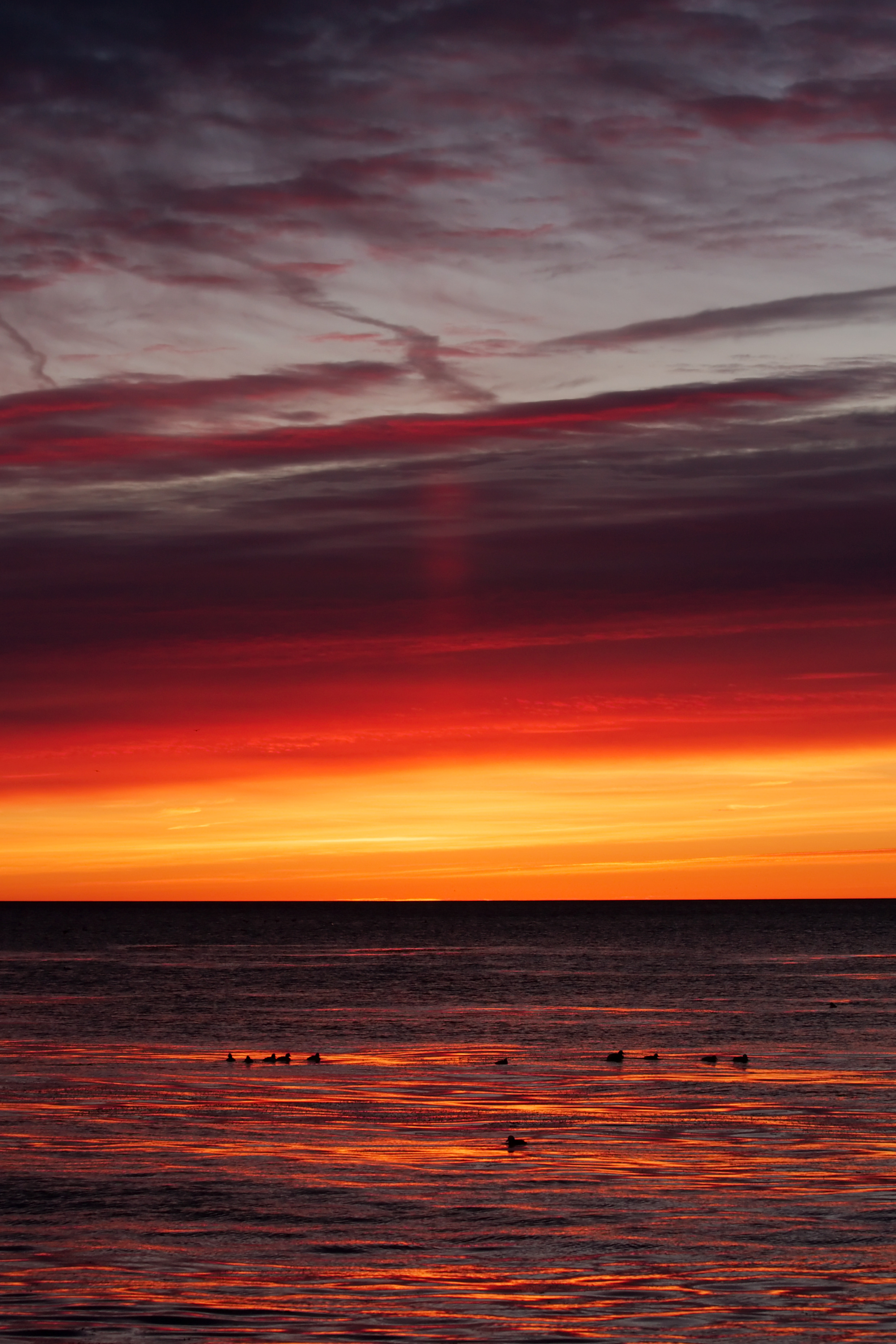
Albe e tramonti
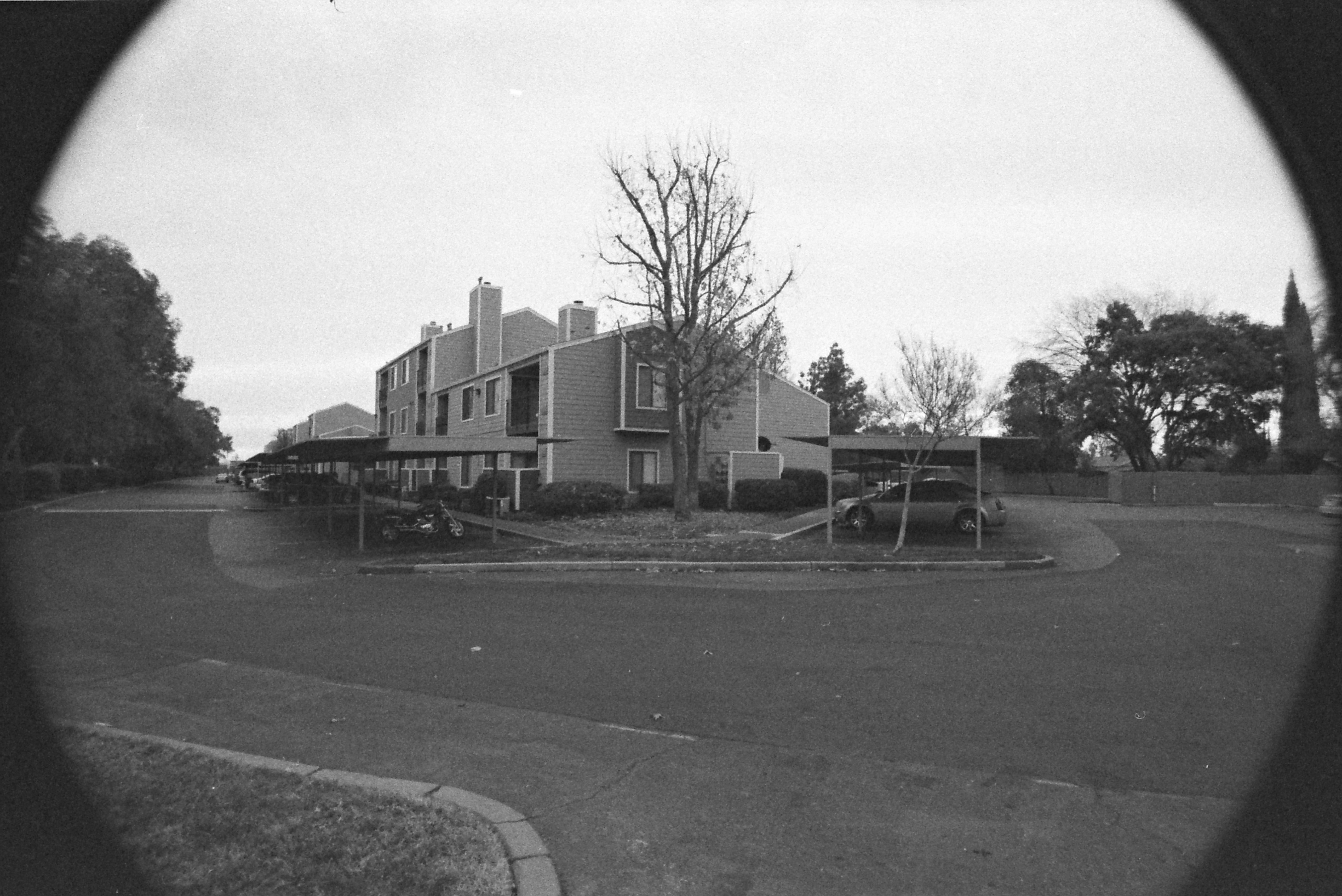
Vignette, bordi, cornici e filigrane
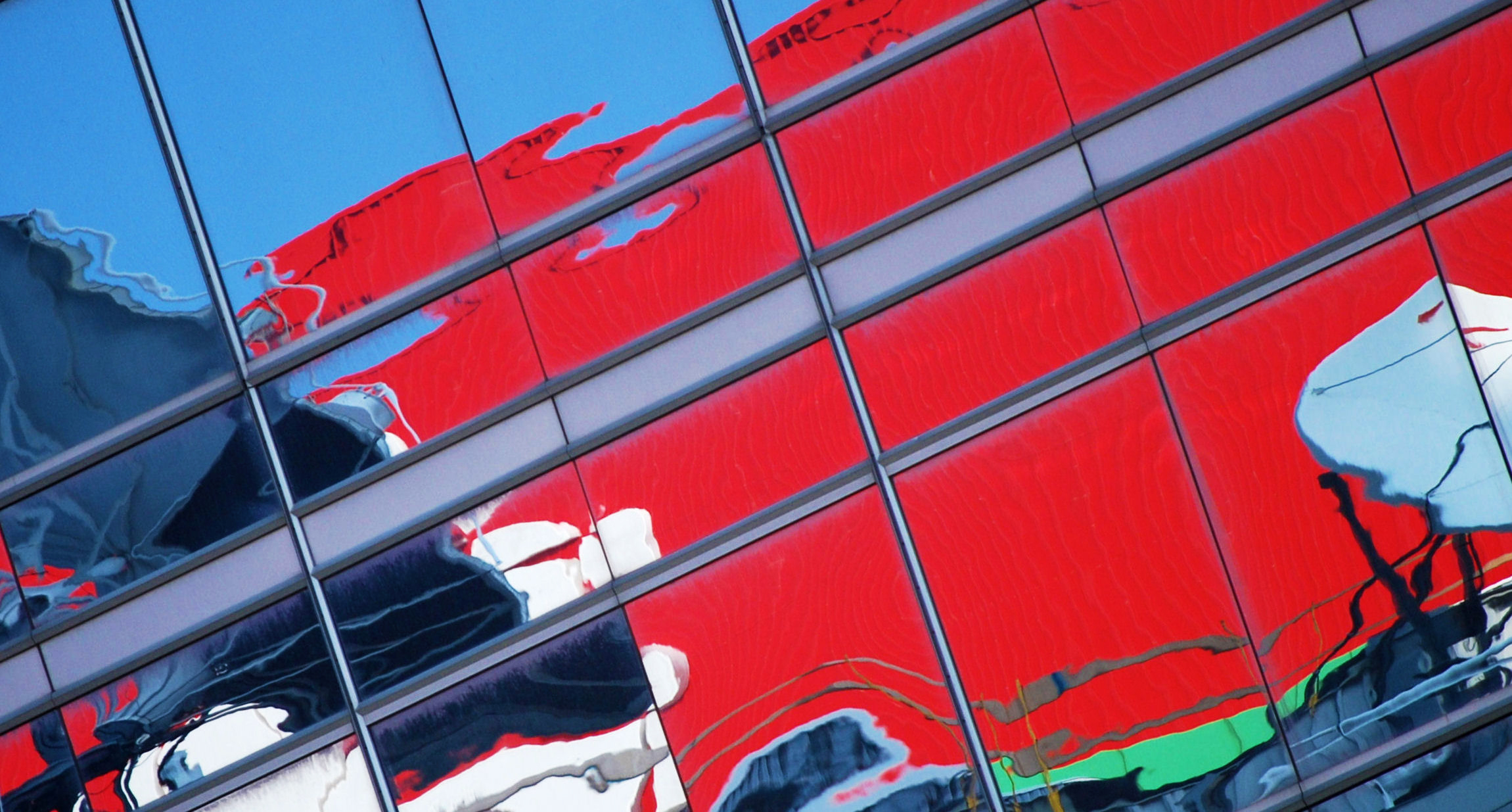
Inquadrature inclinate
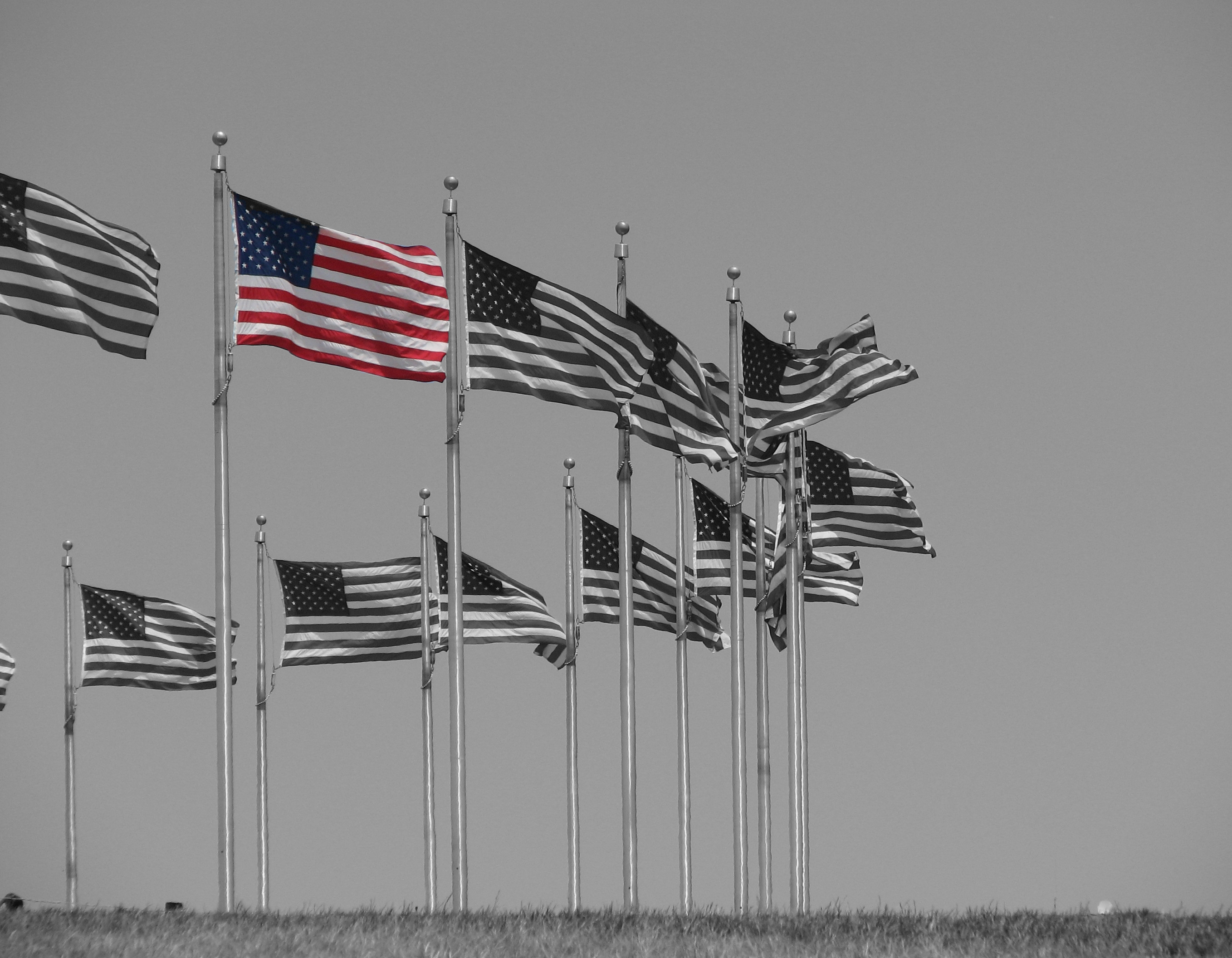
Colore selettivo
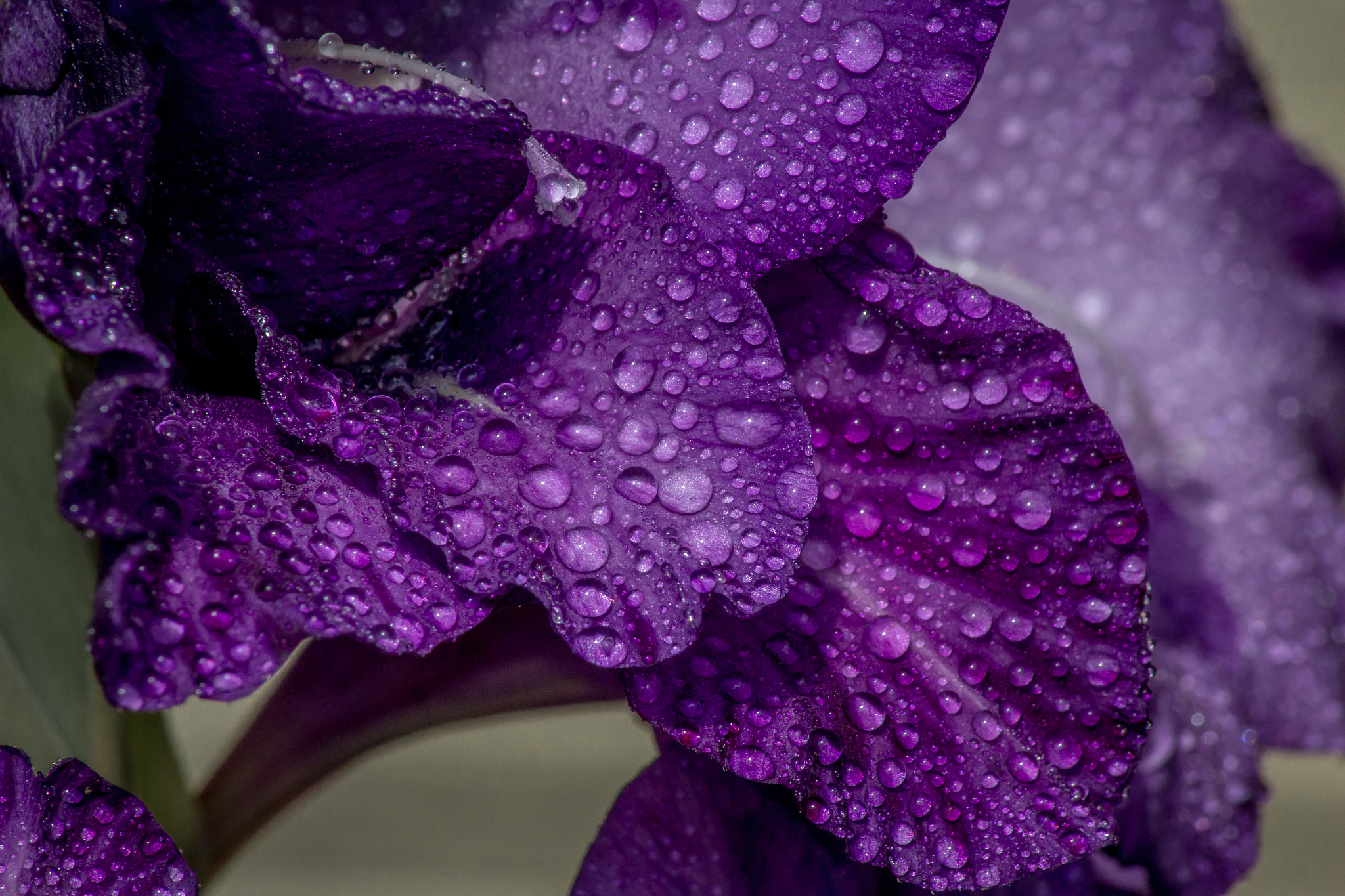
Gocce e pioggia
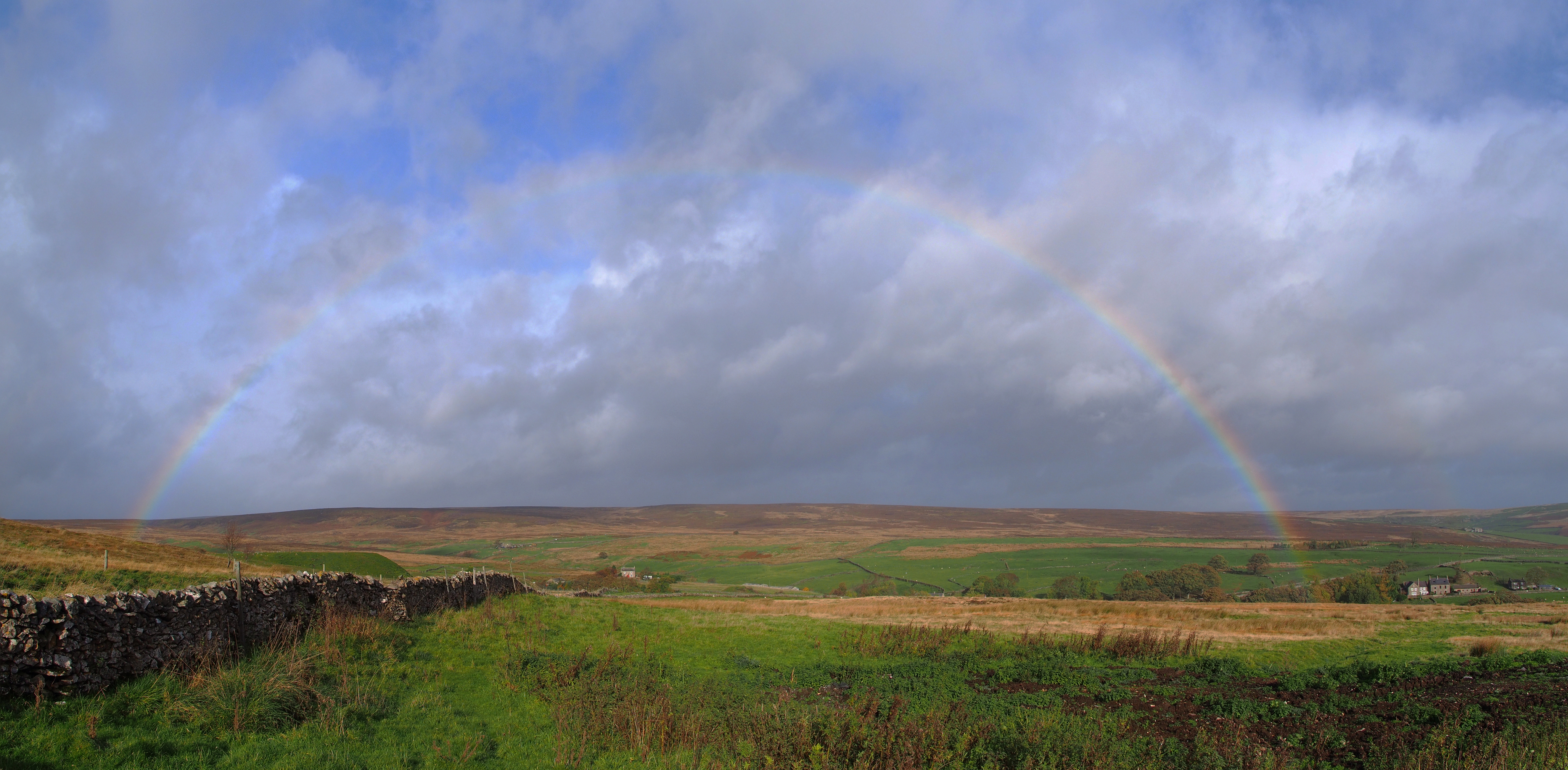
Cieli, nuvole, arcobaleni
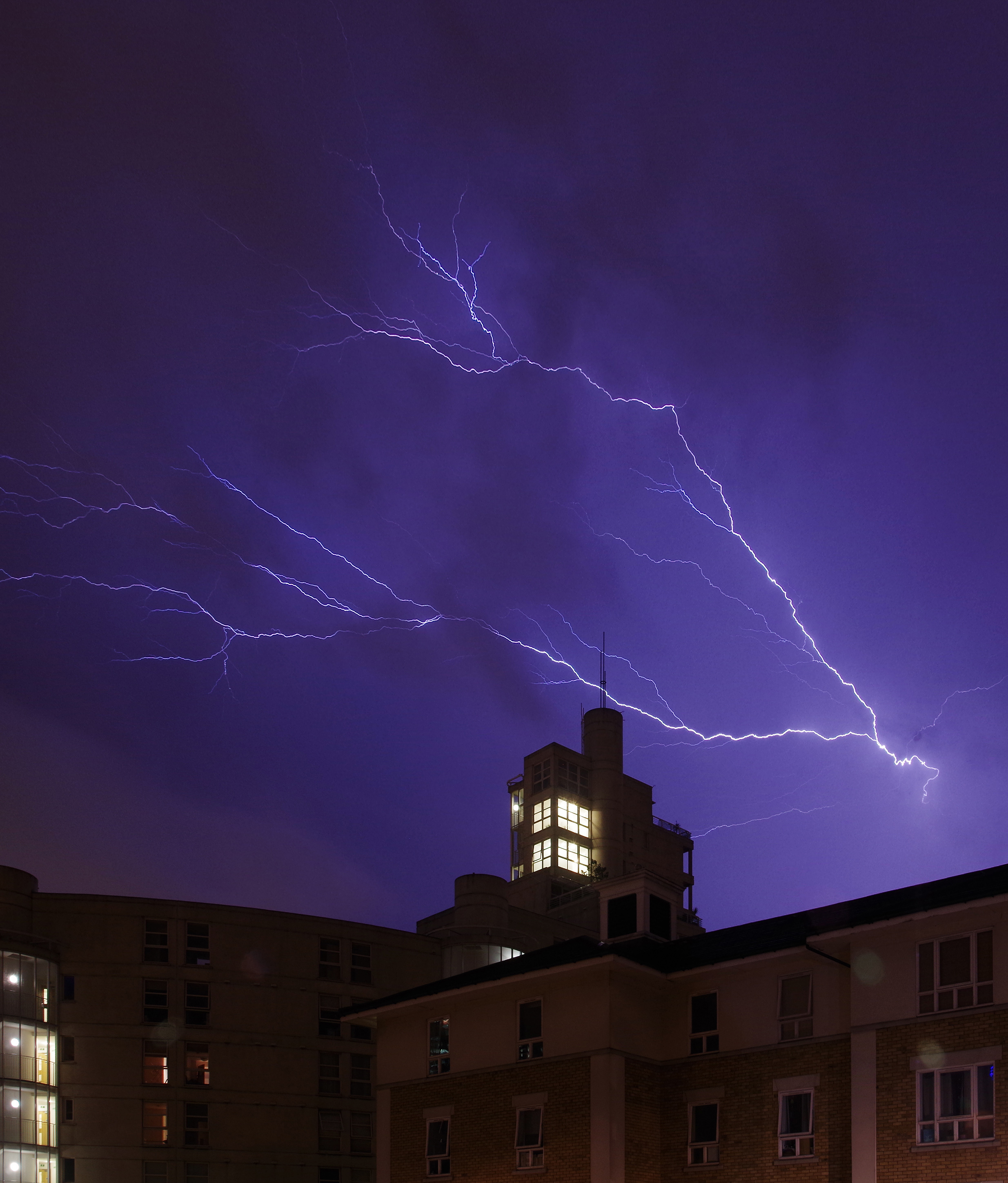
Fulmini
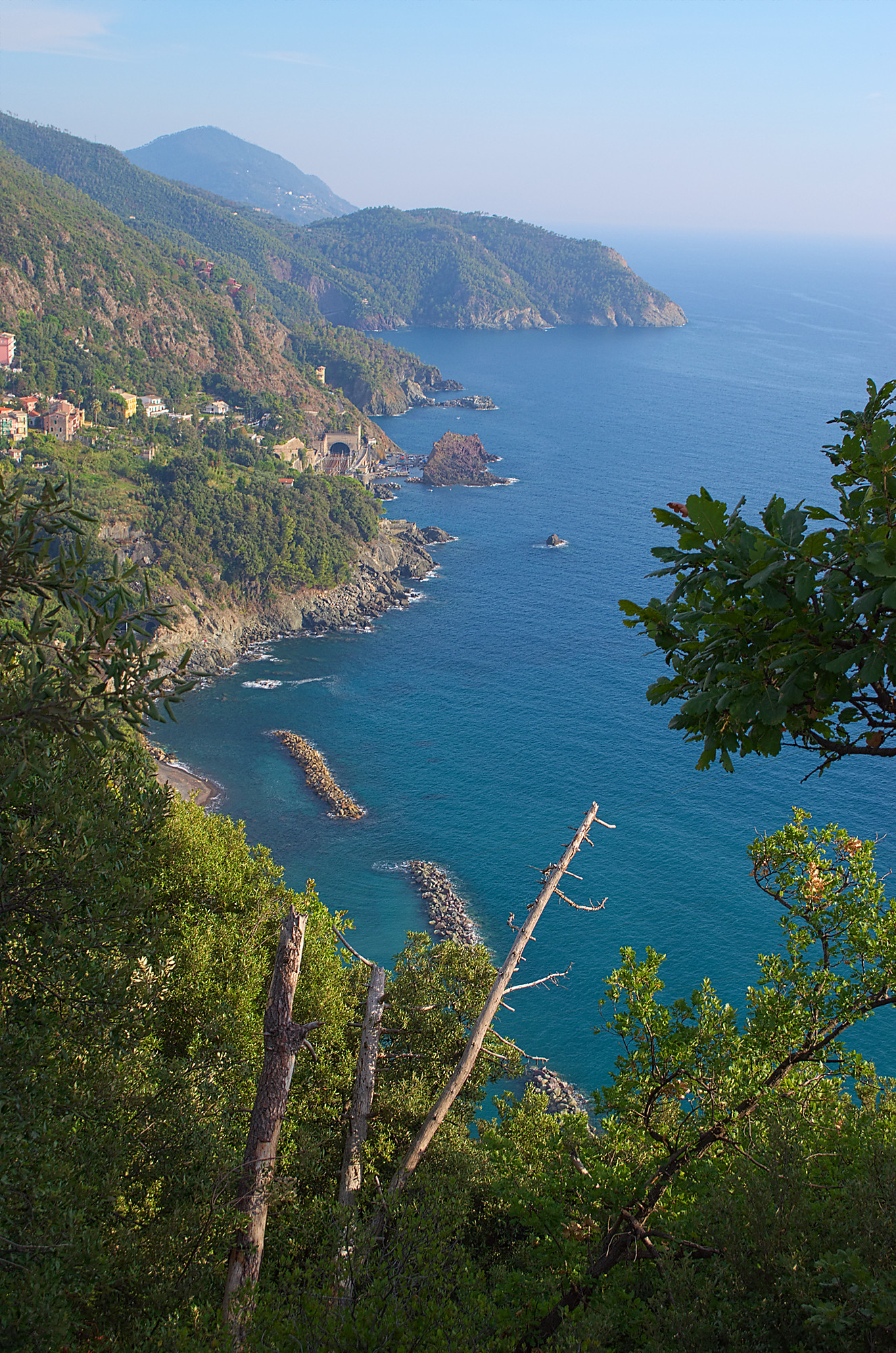
Paesaggi comuni: mari, montagne, fiumi, laghi, colline
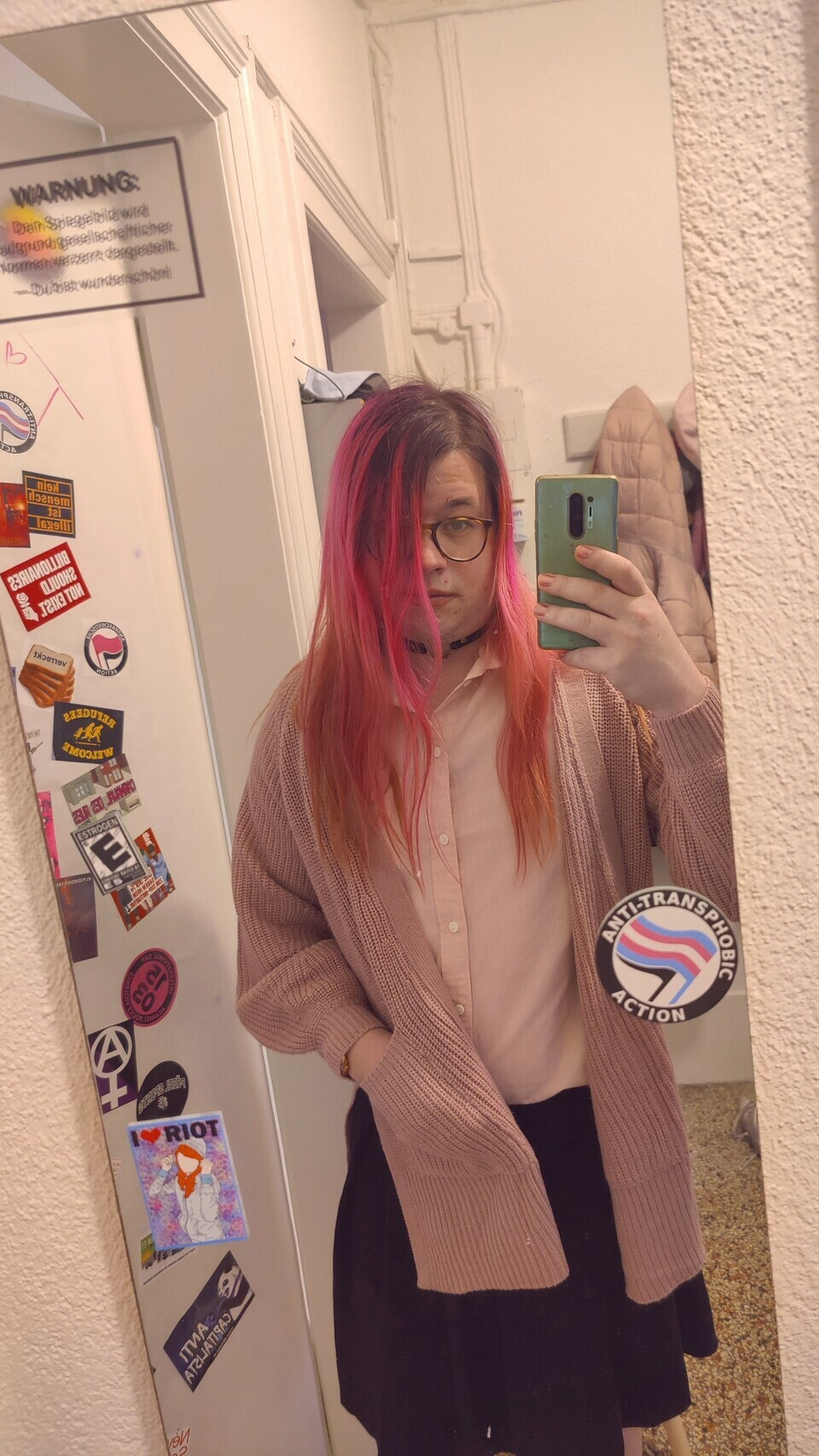
Selfie
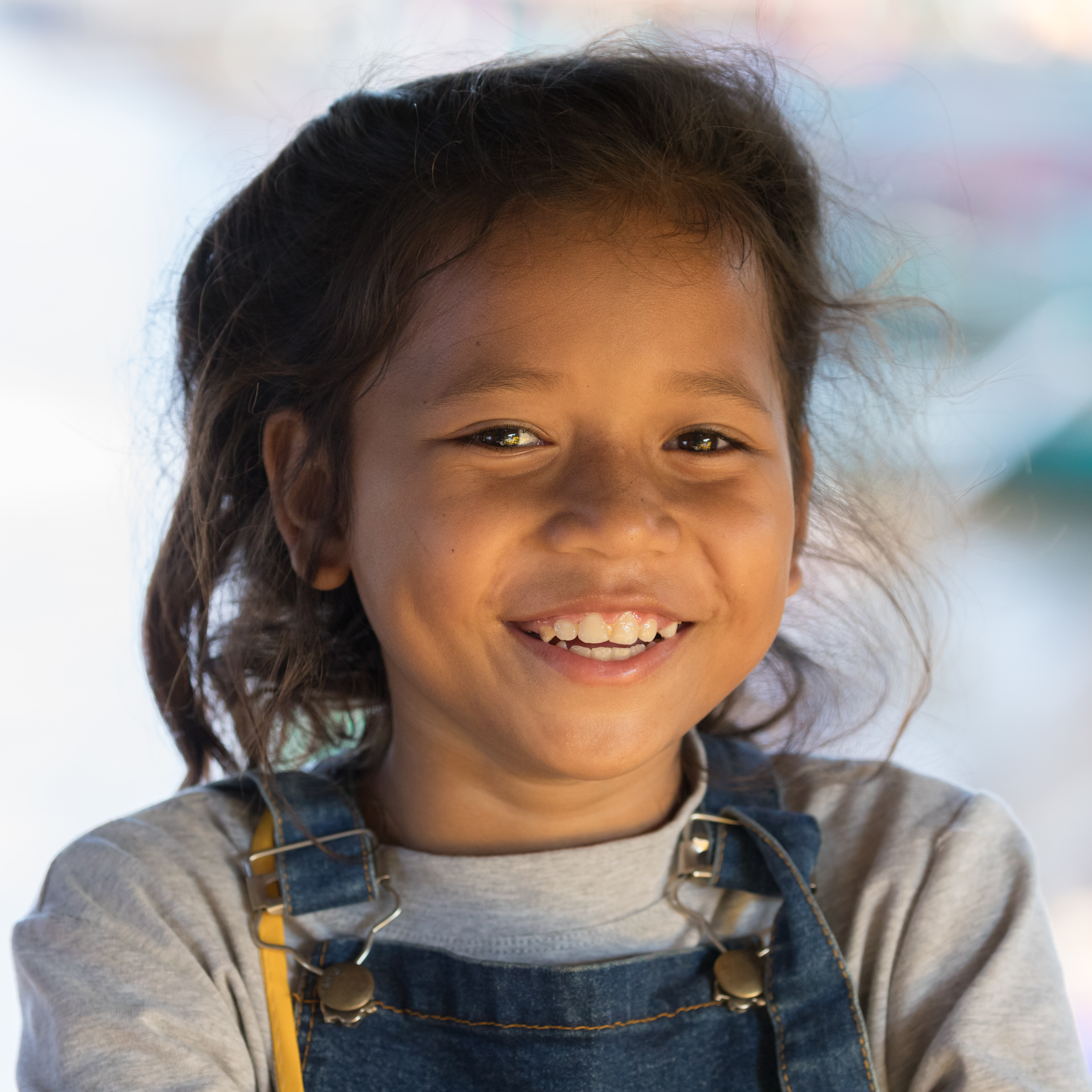
Sorrisi